# Upsilon Ophiuchi
Désignations
Upsilon Ophiuchi (en abrégé υ Oph) est un système d'étoiles quadruple de la constellation équatoriale d'Ophiuchus. Il est visible à l'œil nu avec une magnitude apparente combinée de 4,63. D'après la mesure de sa parallaxe annuelle par le satellite Gaia, le système est distant d'environ ∼ 130 a.l. (∼ 39,9 pc) de la Terre. Il s'en rapproche à une vitesse radiale héliocentrique de −34 km/s.
Upsilon Ophiuchi est une binaire visuelle serrée avec une période orbitale d'environ 76,5 ans et avec une excentricité de 0,48. Ses deux composantes, désignées Upsilon Ophiuchi Aa et Ab, sont elles-mêmes toutes deux des binaires, ce qui en fait un système quadruple hiérarchique. La composante la plus brillante, Upsilon Ophiuchi Aa, est une binaire spectroscopique à raies doubles avec une période orbitale de 27,2 jours et avec une excentricité de 0,74. Sa magnitude apparente est de 4,71. La vitesse radiale variable de ce sous-système a été découverte par H. A. Abt en 1961. Ses deux membres sont des étoiles similaires qui présentent un type spectral combiné de kA2hA5VmA5, avec au moins une des deux qui est une étoile Am. Upsilon Ophiuchi Ab est également une binaire très serrée avec une séparation de seulement 0,06 ua et d'une magnitude de 8,83. Le système est une source d'émission de rayons X.
Le système fait partie de l'amas d'Upsilon Ophiuchi, un petit amas ouvert âgé d'environ 50 millions et qui comprend six autres étoiles partageant une cinématique similaire et s'étalant sur environ huit degrés. Outre Upsilon Ophiuchi, ses deux étoiles les plus brillantes sont parfois répertoriées dans les catalogues d'étoiles doubles et multiples comme B et C ; B étant HD 144660, et C étant HD 148300. Ce sont toutes deux des naines oranges de neuvième magnitude.